# 트라팔가급 잠수함
트라팔가급 잠수함은 영국의 공격원잠(SSN)이다.

## 역사
스위프트슈어급 잠수함을 대체했다. 트라팔가급이 퇴역하고 애스튜트급 잠수함이 취역했다. 7척이 건조되었으며, 2020년 현재 3척이 사용중이다. 열출력 78 MWt 롤스로이스 PWR1 원자로를 1개 사용하는 것은 이전과 같다. 애스튜트급 잠수함은 열출력 145 MWt 롤스로이스 PWR2 원자로를 1개 사용한다.

## 수출
1987년 캐나다 국방 백서는 향후 20년 동안 루비급 잠수함 또는 트라팔가급 잠수함 10-12척을 기술이전을 통해 인수할 것을 권고했다. 이 계획은 3 대양에서 기동할 수 있는 해군을 구축하고, 특히 북극의 해역에 대한 캐나다 영토주권을 통합하는 것을 목표로 했다. 이 프로젝트는 1989년 4월 예산 투표에서 취소되었다.

## 같이 보기
- 공격 잠수함